# گاجنسیلم
گاجنسیلم (به لاتین: Għajnsielem) یک منطقهٔ مسکونی در مالت است. گاجنسیلم ۷٫۲ کیلومتر مربع مساحت و ۲٬۹۳۱ نفر جمعیت دارد.

## خواهرخوانده
شهرهای بیت‌لحم و تولفا خواهرخوانده‌های گاجنسیلم هستند.